# Manfredi II Chiaramonte
Manfredi Chiaramonte Palizzi, conte di Modica, detto Manfreduccio (... – Palermo, 1353), è stato un nobile, politico e militare italiano del XIV secolo.

## Biografia
Nacque agli inizi del XIV secolo dal nobile e miles Giovanni, e dalla nobildonna Lucca Palizzi, di cui era figlio primogenito, e detto Manfreduccio. Maggiordomo del re Federico III di Sicilia dal 1322, nel 1335 il sovrano aragonese gli concesse la terra e il castello di Caccamo, tolte al cugino Giovanni Chiaramonte Sclafani - messo al bando per essersi rifiutato di accettare la pace con Francesco Ventimiglia, conte di Geraci imposta dallo stesso monarca - e lo investì del titolo di I Conte di Chiaramonte.
Dallo stesso cugino il Conte Giovanni, morto nel 1342 senza lasciare discendenza maschile, ereditò il titolo di Conte di Modica: la sua successione nel possesso della Contea di Modica era osteggiata da Margherita Chiaramonte d'Aragona, unica figlia del Conte Giovanni, con la quale ebbe una lite che si concluse alla morte di costei nel 1347, ma fece valere i propri diritti sullo Stato. Si trattava di una disposizione testamentaria fatta in vita dal cugino in suo favore, ed ancor prima dal padre di questi, Manfredi, I conte di Modica, che nel 1321 stabilì che la successione venisse fatta in favore del nipote omonimo qualora il figlio non avesse generato discendenti maschi. Investito ufficialmente di tutti i titoli e feudi ereditati il 25 maggio 1343 dal re Ludovico di Sicilia, con l'unione dei beni già appartenuti ai due rami della famiglia, il suo potere si estese su un vastissimo territorio, che comprendeva, la Contea di Modica, in Val di Noto, con Ragusa, Scicli e Chiaramonte, e le signorie di Racalmuto, Siculiana e Favara in territorio di Agrigento, avute in dote dal suo primo matrimonio.
Dopo la morte di Giovanni d'Aragona, duca di Randazzo, tutore del giovane Re Ludovico suo nipote, questi in punto di morte designò quale suo successore Blasco d'Alagona, ma poiché trovò l'opposizione della cognata Elisabetta di Carinzia, costei richiamò dall'esilio Matteo Palizzi, conte di Novara ed appoggiò la fazione dei nobili latini, di cui il Chiaramonte faceva parte e ne era uno dei membri più rappresentativi. Questa situazione provocò un nuovo conflitto con la fazione dei nobili catalani: nel 1349 le truppe del Conte di Modica assediarono senza successo Catania, Lentini e Paternò, roccaforti degli Alagona. Al termine degli scontri, il Chiaramonte, il Palizzi e l'Alagona trattarono la pace, e nel novembre 1350 si accordarono con la spartizione del dominio politico-militare nell'isola e l'assunzione del titolo di vicari generali del Re di Sicilia.
Il Chiaramonte dominò in particolare la parte sudorientale della Sicilia, dove erano concentrati i suoi feudi, ma soprattutto nella città di Palermo, dove fu capitano di giustizia nel 1340-41 e nel 1348-49, e capitano perpetuo dopo gli accordi di pace raggiunti con i catalani. Il 13 dicembre 1350, il Chiaramonte organizzò una finta rivolta popolare a Palermo, capeggiata da Lorenzo Morra, un suo antico servitore, per attirarvi i nemici della fazione catalana - tra cui Francesco Ventimiglia, conte di Geraci e Matteo Sclafani, conte di Adernò, che appoggiarono i ribelli - e per poter eliminare gli avversari interni. Da Caccamo giunsero le forze comandate dal figlio Simone, e dopo una sanguinosa repressione la rivolta cessò il 25 gennaio 1351.
Uscito ferito dagli scontri di Palermo, morì dopo il giugno 1353 e fu sepolto nella cappella di famiglia della chiesa di San Nicolò alla Kalsa.

### Matrimoni e discendenza
Manfredi Chiaramonte, III conte di Modica, fu sposato la prima volta intorno al 1325 con la nobildonna Avinante d'Incisa, da cui non ebbe eredi, e la seconda con Mattia d'Aragona, figlia di Federico, a sua volta figlio di Sancho, figlio naturale del re Pietro III di Aragona. Dalla seconda unione nacque un figlio, Simone, che gli succedette nella titolarità della Contea di Modica, ricevendone l'investitura il 15 dicembre 1353.